# Breynia platycalyx
Breynia platycalyx är en emblikaväxtart som beskrevs av Airy Shaw. Breynia platycalyx ingår i släktet Breynia och familjen emblikaväxter. Inga underarter finns listade i Catalogue of Life.